# Antonio Torrandell
Antonio Torrandell Jaume nació el 17 de agosto de 1881 en Inca, dentro de una familia acomodada de loteros y maestros de música, y murió en Palma de Mallorca, el 15 de enero de 1963. Como compositor musical se formó en París, dentro de la Schola Cantorum de César Franck y Charles Tournemire.
Es uno de los grandes creadores españoles de la primera mitad del siglo XX y todo un ejemplo de las carencias en los estudios musicológicos sobre los autores de nuestro siglo: Con excepción del trabajo documental, de conservación del archivo musical y difusión de la figura del compositor (iniciado en 1955 en vida del autor, y mantenido y actualizado permanentemente por su hijo Bernardo), son escasos, por no decir nulos, los trabajos musicales o musicológicos dedicados a Antonio Torrandell. 
Su estética musical, su inquebrantable personalidad introspectiva que, al igual que su propia vida, huye de lo fácil, su elevado nivel de exigencia personal, que se traduce en el virtuosismo y al mismo tiempo en la austera virtud presente en su producción musical, y su catálogo, que incluye obras magistrales como el Réquiem, la Missa Pro-Pace, el Concerto para piano y orquesta, la Symphonie n° 1 para violín y orquesta, las canciones Où va le nuage, S'il revenait y La solitude para soprano y orquesta, merecen un estudio en profundidad que haga posible que su figura ocupe el puesto que le corresponde dentro de la historia de la música española.
Parte del fondo personal de Antonio Torrandell se conserva en la Biblioteca de Catalunya, mayoritariamente reprografiado.

## Biografía
Antonio Torrandell Jaume realizó sus primeros estudios musicales con su padre, Juan Torrandell Campamar, que además de regentar la administración de loterías local, era organista de la iglesia parroquial Santa María la Major y profesor de música. Entre 1893 y 1898, Antonio Torrandell recibe en Palma de Mallorca las enseñanzas de José Balaguer, que fuera antiguo alumno de su padre, y de Bartolomé Torres, con quien estudia armonía. En el Conservatorio de Madrid, es discípulo de José Tragó en piano y de Pedro Fontanilla en armonía, obteniendo en 1900 el Primer Premio de Piano, y en 1903 el de Armonía por unanimidad. Durante este periodo madrileño ofrece algunos recitales, obteniendo siempre elogiosas críticas.
Instalado en París en enero de 1905, el compositor prosigue su formación dedicándose al estudio, a la docencia y a la composición. De esta época datan algunas partituras de música ligera para orquestinas, que firma con el pseudónimo "Antonio del Ranto" al no ser esta la música que deseaba escribir. Así mismo, desarrolla su virtuosismo pianístico con Ricardo Viñes, y entra en contacto con Charles Tournemire, catedrático del Conservatorio de París y representante de la Schola Cantorum parisina, para estudiar con él órgano, contrapunto, fuga, sonata y orquestación -es decir, composición-, convirtiéndose en único discípulo español del sucesor de Cesar Franck. Tournemire, famoso por sus improvisaciones al órgano, permite que Torrandell le reemplace con asiduidad en el órgano de la Basílica de Santa Clotilde de París. 
En rápida escapada a Mallorca, el compositor contrae matrimonio en Inca el 5 de abril de 1906 con María Beltrán Suau. María había recibido una cuidada educación, por lo que conocía el francés y las costumbres parisinas, integrándose con facilidad en el ambiente parisino donde el matrimonio desarrollará una intensa vida social.
En 1908, después de tres años de trabajo, Tournemire da por concluido el periodo de formación de Antonio, periodo que marca inequívocamente la producción torrandelliana. Como indica Joan Moll, de la formación con Tournemire procede "el extraordinario uso del contrapunto en la obra de Torrandell".
A partir de 1908, Torrandell se da a conocer en París como compositor y concertista, ofreciendo recitales en las más prestigiosas salas parisinas -Thêatre des Capucines, Salle Touche, Salle Rudy, Salle Berlioz, Salle Jeanne d'Arc, Concerts-Lery, Concerts-Rouge, Thêatre Marigny, etc., obteniendo los mejores resultados de público y crítica en publicaciones como La Poétique, Le Monde Musical o Comoedia. 
Al mismo tiempo, el compositor publica sus primeras obras para piano, editadas por Rouart, Lerolle & Cíe, E. Gallet, o O. Bouwens van der Boijen & Cie, de París, entre las que destacan Romance sans paroles, Barcarolle (dedicada a José Tragó; Allegro de Concert (dedicada a Ricardo Viñes; Valse en la mineur; Caprice espagnol, Nuit de Printemps, y Enchantements mysterieux op. 13, que dedica a su maestro Charles Tournemire. En septiembre de 1911, Torrandell ingresa, sin examen, en la Société des Auteurs, Compositeurs et Editeurs de Musique de France.
En años posteriores, el compositor acrecienta su prestigio "y ya no es presentado como Mr. Torrandell, sino como Maître Torrandell", en palabras de su hijo Bernardo. En febrero de 1913, el matrimonio se instala en un céntrico piso de la Rue Chaptal n° 17, en el que nacerán sus hijos y en el que permanecerán hasta 1933, cuando Torrandell se ve obligado a regresar a Mallorca. El éxito obtenido por el compositor le obliga a desarrollar una intensa vida social, recibiendo en su residencia a artistas e intelectuales.
Entre los éxitos de este periodo, destacamos el obtenido en el concurso internacional de la Société Nationale des Beaux-Arts de París, en el que es premiada su Sonate op. 21 para violonchelo y piano, siendo interpretada el 3 de junio de ese año en el Grand Palais des Champs-Élysées.
Torrandell publica Menuetto Capriccioso, Tristes souvenirs, Rondo, Splendeur de Printemps, Ilusión, Déception, Praeludium & Fuga, S'il revenait, y Chimére, obras que ven la luz en ediciones a cargo de Gallet, Bouwens van der Boijen, Rouart, Lerolle & Cíe, Siever, o Maurice Sénart. Con esta ingente actividad, tanto compositiva como interpretativa, Torrandell quedaba "lanzado" -en palabras de Georges Demerson- en el mundo artístico parisino. 
Pero la Primera Guerra Mundial obliga al maestro a regresar a su tierra natal. Torrandell permanece en Mallorca entre agosto de 1914 y diciembre de 1918. En este periodo, mantiene su actividad creadora e interpretativa, ofreciendo conciertos en la isla, y pasa parte de su tiempo en "Es Resquell", casa de campo propiedad de su esposa ubicada en Inca.
Siguiendo los consejos de Felipe Pedrell, Torrandell compone, en la casa de Inca, Himne al Beat Ramon Llull, Te lucís ante terminum, y O Mysterium, para coro y órgano; una transcripción para quinteto del Faust de Schumann; Le coq et la poule du Call e Impresiones de Francia para piano, la Misa Pro-Pace para solistas, coro y dos órganos, y la Symphonie n° 1 para violín y orquesta, una de sus obras de mayor trascendencia. 
La Misa Pro-Pace, obra de objetiva dificultad vocal por sus exigentes tesituras y modulaciones lejanas, fue estrenada en la Catedral de Palma el 20 de enero de 1916 con gran éxito, de nuevo obtenido en 1932 al ser interpretada en la Catedral Sainte Croix de Orleans. De los conciertos ofrecidos por el maestro durante su estancia en Mallorca, se destacan los tres interpretados en abril de 1916 en Palma, a los que hubo que añadir un concierto extraordinario ante el enorme éxito.
El 11 de noviembre de 1918 se produce la capitulación de Alemania. El 12 de diciembre de ese mismo año, el matrimonio Torrandell se instala en su domicilio parisino. El compositor reanuda sus relaciones con editores y empresarios, y pronto se dedica a la composición e interpretación, ofreciendo conciertos en salas del prestigio como las de la Salle Touche, Salle Mustel, Salle de Photographie, Institution Sainte-Geneviève, Comedie Montaigne, Tour Eiffel, Nonciature Apostolique à París, Uníversité Mercereau, Casino Allevard-les-Bains, Casino Cap-Ferrat, Salle Debussy, y en salones y círculos de la alta sociedad parisina, al tiempo que imparte algunas clases. Torrandell adquiere un merecido prestigio como intérprete de la Rapsodia de Liszt. En 1923 figura ya su nombre en la Histoire de la Musique de Franz d'Hurigny. Edita en Deiss & Crépin la Sonate op. 21 para violonchelo y piano, Le coq et la poule du Call op. 32 para piano, y Nativité op. 34 para piano, violín y violonchelo.
Con motivo del nacimiento de su primer hijo, Juan, el 12 de agosto de 1920, Torrandell compone la obra Nativité, para piano, violín y violonchelo. El 24 de diciembre de 1921 nace Bernardo, al cual dedica Torrandell su Berceuse pendant la tempêté, op. 35, para soprano, violonchelo y piano, con texto de Georges Blanchard, estrenada en una recepción ofrecida en casa de los Torrandell con motivo del bautizo de Bernardo. Pero el 2 de marzo de 1923 fallece Juan, el primogénito, sumiendo a la familia en el dolor, del que Torrandell no sabe reponerse, hasta el punto que acude diariamente durante más de un año a llorar ante la tumba de su hijo. Escribe letra y música de Suprême Espoir, op. 36, para soprano, violín, viola, violonchelo y piano. Al tiempo, esboza y escribe los primeros números del Réquiem, su obra maestra, que queda en ese momento sin concluir y que será retomada en 1933. El 5 de marzo de 1924 nace su tercer hijo, bautizado como Juan en memoria del primogénito. Dos años más tarde escribirá, para esta efeméride, Sommeil paisible, op. 39, para violín, violonchelo y piano.
La obra de Torrandell continúa siendo divulgada por los mejores solistas del momento, obteniendo excelentes críticas. En marzo de 1925, la Radiodifusión Francesa, desde la Torre Eiffel, dedica un programa a Torrandell.
Torrandell realiza giras por Bélgica, Holanda y Yugoslavia. También actúa como director de orquesta en la Comedie Montaigne y en la Nunciatura Apostólica de París, pero una lesión que padecía en el oído derecho no le permitió continuar esta actividad. En 1929, la Société Genérale et Internationale de l'Edition Phonographique et Cinematographique suscribe con el compositor un contrato, por diez años, renovables cada cinco, para toda su producción. Torrandell compone algunas obras inspiradas en cantos de su tierra natal: Chant de l'elagueur, Copeo, y Sonatine Majorquine. El día de Pascua de 1932 se estrena en la Catedral de Orleans, con rotundo éxito, la Misa Pro-Pace, ya dada a conocer previamente en Mallorca. En diciembre de 1932, la Salle Debussy de París dedica una sesión a Torrandell, que da lugar a muy positivas críticas. En carta dirigida por el prestigioso crítico y compositor Henri Collet a Torrandell, este comenta a "su fiel amigo" el éxito de la Sonata Mallorquína en la Sala Erard de París, en abril de 1933.
El 17 de noviembre de 1932 falleció en Inca (Mallorca) la madre del compositor. El padre, octogenario y enfermo, pide al hijo que regrese al hogar, y este, en la cima de su fama, sacrifica su porvenir y regresa a Mallorca para atenderle.
Torrandell fija su residencia en Palma a principios de febrero de 1933, aunque con la esperanza de regresar a París en momentos más propicios. En marzo de 1933 realiza su primer recital en Palma. Pero la realidad fue diferente, debido, entre otros factores, a que ciertos profesores locales se sintieron inquietos ante la llegada del maestro. Torrandell continuó componiendo y actuando como pianista, al tiempo que reencuentra a Manuel de Falla en el viaje de este a la Isla. Tras el fallecimiento del padre del compositor, ocurrido el 2 de febrero de 1935, Torrandell realiza un viaje a París para ver si es posible el regreso a la capital francesa. La Sociedad Francesa de Autores solo admitía como miembros definitivos -con derecho a pensión- a compositores franceses o ex-aliados de guerra, por lo que la solución más adecuada para él sería nacionalizarse francés. Pero está en el aire la creación de un Conservatorio en Palma, lo que haría posible que el maestro se moviera entre ambas poblaciones. Al tiempo, el Banco Crédito Balear, en el que Torrandell había depositado sus ahorros, había quebrado, con lo que la situación económica del compositor era muy difícil. En septiembre de 1935, Torrandell es invitado por el Delegado del Gobierno para hablar de la posible creación del Conservatorio. En octubre se inaugura el Conservatorio, pero se prescinde de Torrandell, aduciendo que no había sido autorizada la cátedra que requería su talla artística, por no haber todavía en la Isla alumnos que precisaran «enseñanzas superiores». La correspondencia mantenida con Falla y la de este con Thomàs muestran con claridad lo que a todas luces fue un engaño, sin que nunca se llegara a producir la «reparación» deseada por Falla y Thomàs. Torrandell se resiste a nacionalizarse francés, pues, en palabras de su hijo Bernardo, "ama a Francia, a su París le tiene gratitudes, dejó allí lazos imborrables, su primogénito descansa allí... pero a la vez, adora a su tierra, su cuna mallorquina, y sobre todo, en su arraigada ética, cree o entiende que un cambio de nacionalidad sería sinónimo de traición... y no podría nunca volver a Mallorca, esa Mallorca tan hondamente enquistada en su corazón. Torrandell es, ante todo, un sentimental". 
Durante la Guerra Civil, la docencia es escasa, casi nula. Torrandell pasa largos periodos en su casa de campo, dedicado a la composición. Escribe, entre otras obras, la Marcha Heroica, el Concerto para piano y orquesta, y completa el Réquiem, su obra maestra. En palabras de Juan María Thomás, "recuerda con honor el pasado, vive del presente y trabaja para el futuro". Tras la contienda, emprende un ciclo de recitales con el violinista Umberto Bisi, que les brinda un nuevo éxito, y se plantean realizar una gira de conciertos por Madrid y otras capitales; pero las circunstancias que la postguerra impone son tremendamente adversas, y varias opiniones les hacen desistir. El panorama artístico tan poco alentador mueve a Torrandell a retirarse de la vida activa como concertista y dedicarse plenamente a la docencia y a la composición. Sus últimos conciertos los ofrece en Barcelona y en Palma en marzo de 1941.
La Segunda Guerra Mundial le hace finalmente desistir de regresar a París. Y es a partir de esta fecha cuando se pone más de relieve la tremenda injusticia cometida con el maestro, que, desgraciadamente, ya no podrá ser reparada en vida del compositor. La obra torrandelliana va siendo divulgada muy poco a poco, con grandes dilaciones y con las limitaciones de los medios locales, sin que muchas de sus obras lleguen a ser estrenadas en vida del autor. En 1949 se estrena la Sinfonía n° 1 para violín y orquesta, por la Orquesta Sinfónica de Mallorca, dirigida por el coreano Eaktai-Ahn, con Umberto Bisi como solista. En 1950 se estrenan Fiesta Báquica en Madrid, y Où va la nuage y S'il revenait en Palma de Mallorca. El año siguiente, Valle de Muza, por la Orquesta Sinfónica de Mallorca. En 1956, el Concierto en Si menor para piano y orquesta, con Leopoldo Querol. En 1959 obtiene el Premio "Ciudad de Palma" de composición por su Réquiem, obra que no fue estrenada hasta 1984, veintitrés años después del fallecimiento de Torrandell. El premio tenía como aliciente la posible publicación de la obra, que hasta ahora no se había realizado.
El maestro Antonio Torrandell fallece en Palma de Mallorca el 15 de enero de 1963. Su figura merece un estudio musicológico y analítico en profundidad. Su música merece, sin la menor duda, estar en los atriles de las orquestas españolas, en los programas de los conciertos, y ocupar el puesto que le corresponde.

## Obras principales

### Réquiem
(por Ramón Sobrino) El Réquiem, op. 44, para solistas, coro y orquesta, es una de las obras maestras de Torrandell, su obra "más ambiciosa, pero a la vez la más profunda, íntima y serena", en palabras de su hijo Bernardo. Fue comenzada tras el fallecimiento del hijo primogénito del autor, ocurrido el 2 de marzo de 1923, en la etapa en que el maestro acude todos los días a visitar su tumba en el cementerio des Batignolles, pero el "boceto" quedó inconcluso. Tras el fallecimiento de su madre, en noviembre de 1932, y el regreso del compositor a Mallorca, para cumplir con sus deberes filiales, Torrandell retoma el Réquiem y lo concluye en septiembre de 1933 con el Agnus Dei. Pero su fe en un Dios clemente y generoso -según refiere su hijo Bernardo-, le reafirma en su convicción de la total salvación de la Humanidad, lo que testimonia dos años más tarde, en 1935, incorporando al Réquiem una brillante y triunfal página final: In Paradisum. La realización de la partitura orquestal definitiva sufre una demora por la carencia de papel pautado que impone la Guerra Civil española, ya que Torrandell no recibirá este material hasta mediados de 1937, gracias al Consulado de Francia en Palma de Mallorca. En el transcurso de su vida, Torrandell irá "mimando" el Réquiem con pequeñas correcciones, evidenciando su predilección por la obra y el deseo -siempre en palabras de su hijo Bernardo-, de que el Réquiem sea considerado como su "testamento musical".
La obra es muestra inequívoca del dominio técnico torrandelliano, y presenta los rasgos propios de su lenguaje musical, siempre profundo, austero y al servicio de la expresión trascendente del texto, combinando procedimientos de compleja elaboración contrapuntística con pasajes de corte homofónico, con el fin de destacar adecuadamente la esencia íntima de cada una de las secciones del Réquiem. Reseñar el enorme cuidado de la dinámica, tanto de las partes vocales -alternancias de solistas y coro- como de la orquesta -donde cada ataque, cada articulación y cada elemento de intensidad es definido al máximo-, que consigue adecuarse perfectamente al sentido profundo de cada uno de los textos. La orquestación es magistral, solemne, empleando la plantilla orquestal del gran romanticismo -flautín, madera a dos, corno inglés, clarinete bajo, contrafagot, metal a cuatro, tuba, cuerda-, a la que se suma el órgano -como instrumento básico del misticismo recibido de Tournemire-, las arpas y una percusión abundante -tres timbales, caja, bombo, panderetas, triángulo, platillos, gong- en los números musicales donde la intención del compositor así lo requiere. Es destacable también la utilización de cuatro trompetas, que deberán situarse "á la plus haute tribune", en la zona alta de las localidades, dos en cada lado, en el n° 3, Tuba mirum, con finalidad estereofónica, de intención descriptiva, que logra sobrecoger al oyente e integrar aún más la obra en la tradición de la música religiosa concertada del mundo católico que nace en la Venecia de comienzos del XVII.
Entre los procedimientos utilizados por el maestro Torrandell, debemos destacar el peso del rico contrapunto imitativo, que configura auténticas exposiciones de fuga, como en el Réquiem inicial o en el Kyrie que le sucede. La transformación motívica se convierte en un procedimiento constructivo básico en el Tuba mirum, donde el material presentado por las trompetas situadas en la tribuna es retomado, variándose en sucesivas apariciones. A destacar en este número la dificultad de las melodías del bajo solista, construidas en un ámbito amplio y de gran exigencia vocal, sobre arpegiaciones de acordes de séptima disminuida ubicados sobre pedales mantenidas en contrabajos y timbales. El Rex tremendae es un ejemplo magistral de contraste dramático entre la sección inicial, de enorme tensión expresiva, conseguida a través de complejas modulaciones armónicas, y la parte final -sálvame, fons pietatis-, en la que la súplica confiada de salvación conduce a una sección que transmite paz y tranquilidad. El mismo planteamiento de esperanza en la salvación eterna se revela en el n° 5, Recordare, en el que los solistas vocales se convierten en protagonistas. En este número, los momentos de tensión del texto se traducen en imitaciones en estrecho construidas sobre motivos de compleja interválica que provocan gran tensión armónica, tensión resuelta cuando el texto expresa la confianza en el Supremo Hacedor. También el Confutatis es muestra perfecta de cómo Torrandell consigue contraponer musicalmente los planos de quienes rechazan la salvación -maledictis-y los que la obtienen -benedictis-, a través de la sabia combinación de recursos armónicos -sextas aumentadas, disonancias con resoluciones excepcionales, estructuras de gran tensión armónica en los primeros pasajes- y dinámicos -intensificación de palabras con ff, gran expresividad en los diminuendos-, que dotan al número de gran expresividad. El Lacrimosa recurre de nuevo a la transformación motívica, aquí en menor escala que en números anteriores, dada la brevedad del texto. El número 8, Domine Jesu Christe, uno de los que revela mayor brillantez en el manejo de estructuras corales, incluye una primera sección de corte homofónico que canta la grandeza del Señor, y una segunda, contrapuntística, donde se suplica la salvación a través de tres exposiciones fugadas en las que se estrecha sucesivamente la distancia de presentación del material imitativo. El Hostias et preces es uno de los números más bellos desde la perspectiva coral, estando la orquesta subordinada a la declamación vocal, que primero trabaja en grupos de pares de voces y a continuación integra las cuatro partes vocales, para concluir en el Andante con moto final con una exposición fugada. Tras el Sanctus y Benedictus, de corte intimista y breves proporciones, el Agnus Dei presenta la transformación de un breve motivo de dos compases en las flautas en su sección inicial, para a continuación, en el Lux aeterna, reexponer el material inicial del Réquiem, dotando así a la obra de una coherencia vinculada a la forma cíclica cultivada por la escuela de Franck. El In Paradisum final, añadido posteriormente como muestra de confianza en la redención universal, es un número de gran fuerza expresiva, que termina con un clímax orquestal y coral en fff. Torrandell recurre en este número a una técnica no utilizada anteriormente en la obra, ya que el material sobre el que se basa la exposición fugada inicial está tomado del canto gregoriano homónimo. Este recurso sin duda es un tácito homenaje a su maestro Tournemire, quien pretendió crear un corpus organístico católico equivalente al configurado por J, S. Bach en el mundo luterano, armonizando las secciones de la misa sobre los pasajes gregorianos correspondientes. Con esta sección final Torrandell vincula magistralmente su Réquiem con la más pura tradición de la Iglesia Católica, incorporando al canto final de alegría por la vida eterna la melodía que a lo largo de los siglos ha expresado esa misma confianza en la Redención Divina.
En enero de 1959, el Réquiem recibe el Premio Ciudad de Palma. Torrandell presentó la obra al premio animado por Juan María Thomàs, dado el aliciente de la posible edición de la obra premiada, y por ser también la primera vez que el Ayuntamiento de Palma convocaba un premio musical. Sin embargo, la edición no se llevó a cabo entonces, debiendo esperar hasta el momento actual, en que el convenio suscrito entre el Ayuntamiento de Palma y el Instituto Complutense de Ciencias Musicales ha hecho posible la presente edición crítica.
El estreno del Réquiem no fue posible en vida de su autor, pues las numerosas gestiones y los informes de especialistas de relieve acerca de la extraordinaria calidad y valía de la obra no encontraron el eco adecuado en los responsables de la gestión musical. Fue necesario esperar hasta el 29 de septiembre de 1984, casi un cuarto de siglo después de la muerte de Torrandell, para que, dado el interés de Tomás Marco -entonces gerente de la ONE-, y gracias a los auspicios del Gobierno Balear, el Réquiem fuera estrenado en el Auditorium de Palma de Mallorca, por la Orquesta y Coros Nacionales de España, bajo la dirección de Odón Alonso, obteniendo un grandioso éxito.
En las notas al programa del día del estreno, Andrés Ruiz Tarazón a comenta: "Estamos ante la obra de un sabio polifonista que maneja un contrapunto muy rico y cromático. La construcción de la obra está basada en las tramas contrapuntísticas, pero hay otros ingredientes destacables, por ejemplo, el empleo de la tímbrica. Torrandell hace uso de bloques tímbricos muy diferenciados. Por ejemplo, cuando cantan los solistas -siempre muy integrados en el denso discurrir sonoro y no en misiones espectaculares de lucimiento- suelen ir acompañados por los instrumentos de madera, que funcionan casi como un bloque tímbrico. La gran formación académica de Torrandell se pone de manifiesto en el trabajo contrapuntístico. Cada contrapunto es completamente independiente. La orquesta casi nunca apoya una melodía continuada del coro, sino que se mueve de forma totalmente autónoma, lo cual implica un continuo contrapunto. El coro canta a cuatro voces, pero la forma en que le apoya la orquesta es a base de glosas sobre esas melodías, nunca es un mero acompañamiento. Lo mismo ocurre con el órgano, que no actúa como reflejo o apoyo del coro, sino de modo independiente, con pequeños interludios para introducir otro clima tímbrico. Estamos ante un Réquiem de clara estética y armonía post-romántica. Los diseños melódicos están llenos de segundas aumentadas y de saltos de séptima. Aunque puedan parecer sencillas las melodías, no lo son. La interválica es complicada. [...] Hay algo que une al Réquiem de Torrandell con el maravilloso Réquiem Op. 48 que escribiera Gabriel Fauré en 1877. En su recogimiento, su tendencia a lo íntimo antes que a lo ruidoso y espectacular, pese a disponer de los efectos orquestales para ello. Salvo en el «Tuba mirum», el músico mallorquín renuncia al estruendo y busca una pureza y serenidad muy basada en los temas y en el contrapunto armónico. Su música es, sin embargo, sumamente vital, de una gran sinceridad y hondamente emotiva. [...] Una obra transida de emoción y cincelada con mano sabia, corazón bondadoso y decisión enérgica. Una obra de la que puede sentirse orgullosa la música española contemporánea".
La prensa se hace eco inmediato del éxito obtenido por el Réquiem. El crítico Aguiló de Cáceres escribe en el Diario de Mallorca: "No existe influencia decisiva en esta obra torrandelliana, ya que el músico, que la compuso en diferentes etapas de su vida, no siendo la única la escrita durante su estancia en París, presenta una personalidad fuertemente contrastada, sin más exigencias estilísticas que las dictadas por el entorno europeo, globalmente consideradas. Sin duda, el romanticismo y el post-romanticismo, bullen a lo largo de la partitura, sin abandonar tampoco el matiz clásico. Torrandell, por lo demás, sigue paso a paso el texto y la significación latinas, sin andarse en ningún momento por las ramas de una cómoda elucubración armónica. Ante el Réquiem aeternam dona eis Domine, se inclina humilde con compases a la cuerda en pianíssimo, y ante el Dies irae y el Tuba mirum se exalta, con trompetería y timbales, evocando la terrible admonición. Y así en todas las partes del Réquiem, alternando dúos a cargo de los solistas e instrumentos de cuerda, e interludiando motivos organísticos a modo de soporte religioso. No olvidemos que Torrandell era, ante todo, un firme creyente, y la obra no hace sino trasparentar esta religiosidad. Pero lo hace, pienso yo, contrastando con evidencia frente a la mayoría de su obra, ya que su timidez y sencillez proverbiales desaparecen por completo en su Réquiem, obra, la más importante de su vida, y a través de la cual, el músico da cara a la posteridad, de modo valiente y decisivo. Para conseguirlo, se recrea, sobre todo, en el coro [...] y deja para el cuarteto solista únicamente el subrayado de ciertos pasajes. [...] De aquí que podamos clasificar la obra como eminentemente coral, en la que la participación solista apenas protagoniza su papel como tal. [...] Obra que si bien es de fácil asimilación, no deja de traslucir la inquieta técnica torrandelliana, basada en fuentes románticas, pero con atisbos también de modernidad. [...] Torrandell, en esta obra, se ha identificado como magnífico compositor, y así debe ser reconocido en España entera".
Biel Domingo refiere en Última Hora: "Estructurada según el corte clásico de este tipo de obras, el Réquiem busca más el impacto emocional en su forma recogida y devota que en la exposición espectacular, aun cuando no rehúye los necesarios efectos sonoros que pasajes como el «Dies irae» o el «Tuba mirum» parecen requerir, y que llegan a sobrecoger el ánimo del espectador devolviéndole, seguidamente, a la serena exposición de bellísimos pasajes como el «Lacrymosa» o el «Agnus Dei» para terminar con un luminoso «In Paradisum» que disipa cualquier sombra de patetismo lúgubre, convirtiendo el mensaje musical en un canto de gloria.Con la continuada presencia de un perfecto contrapunto, el Réquiem arranca desde un clasicismo cesarfrankiano, para dejar después constancia de la época en la que fue escrito, a base de discretas disonancias y pinceladas impresionistas".
Andrés Ruiz Tarazona escribe en El País: "Odón Alonso ha organizado con admirable dominio y 
precisión el continuo fluir contrapuntístico del Réquiem torrandelliano, cuyo sabio entramado supo evidenciar con nitidez desde el Réquiem y el Kyrie iniciales hasta el majestuoso In paradisum conclusivo, cuyo tema fugado parece venir de esas esferas adonde muy pocos músicos pueden llegar. Salvo en contados momentos, como el apocalíptico Tuba mirum, con sus alardes en la percusión y sus efectos estereofónicos, o el grandioso comienzo del Confutatis maledictis, el Réquiem de Torrandell busca, al igual que el de Gabriel Fauré, la belleza íntima y serena. Tal el Lacrymosa y el Hostias. La obra discurre siguiendo los múltiples diseños melódicos, que se presentan con una gran riqueza de contrapunto armónico". Por su parte, F. Ruiz escribe en Ya: "Todo es sustancial y diferente en cada fragmento: gravemente funeral en el Réquiem aeternam inicial; brillantísimo y majestuoso en el Dies irae; dramático en el Tuba mirum, para el que se buscan efectos espaciales; íntimo en Recordare y Lacrymosa, que encuadran un Confutatis dramático, con algunos intervalos que se acercan al mundo expresionista; la gran polifonía de Domine Jesu, el hermoso sonido de la cuerda grave, o la densidad del Sanctus, seguida de la melancolía esperanzada del Agnus. In Paradisum es una triunfante fuga".
El conocido crítico balear Pere Estelrich, comenta en Ritmo que el Réquiem "es una obra llena de misticismo y salvo en algunos pasajes (como por ejemplo el «Tuba mirum») incluso sentimental". Al mismo tiempo indica que "puestos al habla con el gerente de la Orquesta Nacional, Tomás Marco, nos comenta" «El Réquiem de Torrandell es el más importante del siglo XX español. La obra merece un estreno como el que estamos llevando a cabo, con la máxima calidad posible»".
Seis años más tarde, el 5 de diciembre de 1990, el Réquiem se estrena en el Auditorio Nacional de Madrid, por la Orquesta Nacional de España, dirigida por Luis Remartínez, con la Sociedad Coral de Bilbao, obteniendo un gran éxito del que se hace eco inmediato la prensa madrileña.
Enrique Franco afirma en El País: "Principio y razón de toda la música de Torrandell es la peculiar característica de su sensibilidad, capaz de practicar un riguroso contrapunto y una armonía cromática acentuada por los colores instrumentales, a través de una textura transparente y de clara acuñación francesa. Entre París y Mallorca, entre la meditación y mil dificultades, entre la soledad ensimismada y la compañía de unos pocos -Manuel de Falla y Thomàs, entre ellos-, Torrandell creó, sin prisa y sin otras pausas que las impuestas por las circunstancias históricas o personales, una obra plena de belleza, situada al margen de las modas huidizas: el que acabamos de escuchar en su expresión madura del Réquiem, pensado y dirigido a la intimidad del ser, sustanciado en sus sentimientos, ideas y creencias. Nunca hay grito, ni apenas voz en alto en esta música tierna, sabia y entrañable que, especialmente a partir del Recordare nos trae los ecos renovados de Fauré y se avecina a la polifonía de Poulenc a través de un esbelto y doble juego polifónico en el que coro y orquesta se entrelazan hasta culminar en las últimas estrofas brillantes y potentes de la obra: las de In Paradisum".
Antonio Fernández-Cid comenta en ABC: "Son muchas las partes y ni apenas se reitera el texto, ni cabe hablar de amplios desarrollos. Todo, salvo los indicados periodos [Tuba mirum, In Paradisum], se ofrece con el sello de la serenidad y parece reflejar un dolor resignado pero muy hondo. Hay momentos, introducción y clausura de muchos números, logrados en lo instrumental y lo lírico. En «Domine Jesu» se capta el anhelo expresivo; nos atraen particularmente el comienzo del «Recordare», los compases del órgano que prepara la entrada del «Réquiem aeternam» y detalles que hacen pensar en la actitud de Gabriel Fauré con obra similar, antes que en otros monumentales oratorios. [...] En resumen, el Réquiem de Torrandell nos deja la sensación de haber escuchado una obra de un buen músico, sin afanes innovadores, entroncado por convicción en una estética postfrankquiana y que, dada la escasez de composiciones paralelas en España, bien merecía esta recuperación que se realizó con todos los medios y honores".
En palabras de Tomás Marco, publicadas en Diario 16: "El Réquiem es una obra amplia y compleja que deja ver su pertenencia a la escuela de Cesar Franck o su parentesco con los Fauré o Duruflé. Pero no por eso es una obra epigonal, sino una muy buena aproximación a un músico sincero y de personalidad propia. Hay que decir que el público así lo comprendió y deparó a la obra un gran éxito".

### Concierto para piano y orquesta
(por Ramón Sobrino) Junto con el Réquiem op. 44, la Misa Pro Pace op. 30, la Sinfonía n° 1 para violín y orquesta op. 28, y las Canciones op. 27 n° 1 y n° 2 y op. 66, el Concierto para piano y orquesta op. 64 es una de las obras clave de la composición del maestro Torrandell. El Concierto, obra de plena madurez creativa de su autor, fue compuesto en Inca y en Palma de Mallorca, donde fue completada su orquestación, posiblemente tras el éxito logrado por la Sinfonía n° 1, reestrenada -tras una primera audición en 1943- por la Orquesta Sinfónica de Mallorca el 7-11-1949, que debió animar al maestro a completar la versión orquestal. La partitura manuscrita de la obra indica: "Concertó / en Si mineur / pour / piano et orchestre / par / Antonio Torrandell / Op. 64". Se han conservado dos partituras completas para piano y orquesta, así como una reducción para dos pianos. La partitura orquestal aparece fechada en su última página: "Palma 10 de junio de 1949". La obra fue registrada en la Sociedad de Autores y Compositores de Francia, el 20-VIII-1951, con número de registro SACEM 661.577. La plantilla orquestal requiere una gran orquesta sinfónica, integrada por: Flautín, 2 Flautas, 2 Oboes, 2 Clarinetes, Clarinete bajo, 2 Fagotes, Contrafagot, 4 Trompas, 2 Trompetas, 3 Trombones, Tuba, Timbales, Arpa, Platillos y Cuerda, además del Piano solista.
La obra, en sus tres movimientos, tiene carácter programático, recogiendo las experiencias vividas por el compositor. Así lo indican las notas al programa del estreno del concierto, que tuvo lugar en Palma en 1956: Allegro ma non troppo. El autor evoca París con nostalgia. La orquesta describe primero la gran admiración que siente por la ciudad-luz, el impulso que de su ambiente recibió para superarse a sí mismo hasta adquirir la plenitud artística, sin ambiciones cara al público, sino en la noble esperanza de llegar al goce supremo del arte en sí. Larghetto. Es el poema de la nostalgia. El autor, saturado de hondo misticismo, nos lleva a la iglesia de Santa Clotilde, y evoca los acordes del gran órgano que tantas veces saboreara en íntimo recogimiento. Este recuerdo hace que vierta a raudales lo mejor de su inspiración, desarrollando los temas del primer tiempo para terminar en un pianísimo de la orquesta reexponiendo el tema principal del mismo. Allegretto. La esperanza, expresada en el primer tiempo, ha surtido su efecto. El maestro, ante él mismo, ha logrado el dominio puro del arte, y por tanto, ante su propia conciencia, también ha triunfado plenamente. La nostalgia sigue transparentándose, aunque el carácter de la obra se torna esplendoroso, con una cascada de luces conjugando de modo magistral todos los temas anteriores, con una exaltación delirante e inquieta, con una tremenda pasión rítmica y expresiva, que conducen a una brillantez soberbia y audaz. Es el triunfo de la organización asociada a la belleza del alma". Posiblemente estas notas fueron inspiradas a través del contacto directo con el creador.
El pianismo de Torrandell es el de un compositor a la vez excelente virtuoso de su instrumento. Según describe el pianista Joan Moll, especialista en la obra para piano de Torrandell e intérprete del concierto, "como buen pianista que era, Torrandell escribió muchas obras para este instrumento, encontrando en ellas nuevas posibilidades técnicas. Rechaza los elementos accesorios (trinos, grupetti, otros ornamentos superficiales). Prescinde casi por completo de los recursos pianísticos tradicionales, como puedan ser las escalas, los arpegios, los saltos espectaculares, las notas repetidas, las sucesiones de terceras o sextas. Su pianismo no es chopiniano, sino más cercano a Liszt, aunque tampoco del todo. Sólo es efectista en las obras para piano y orquesta (donde disfruta de trinos alternados en las dos manos con octavas o acordes, o de realizar brillantes pasajes en octavas). Normalmente cultiva un pianismo rico, difícil, a causa de su habilidad para inventar figuraciones nuevas, que las manos no están acostumbradas a hacer".
Leopoldo Querol, pianista que estrenó el Concierto, recuerda que "el concierto de piano es muy difícil, muy difícil de tocar. [...] Son pasajes difíciles, intrincados, pero bien hechos para el piano. Porque la técnica pianística la conocía él a fondo muy bien. Pero que muy bien... y en combinación con la orquesta. Parece una especie de poema sinfónico, muy bonito. [...] Me costó mucho montarlo porque es de las obras más difíciles que yo he tocado. Entonces, como él lo comprendió así, fíjese si es bueno, que además de cachet que yo cobré el día de su estreno, quería pagarme a mí el trabajo que yo hice por el concierto".
El Concierto, que presenta un diálogo continuado entre solista y orquesta, participa de los elementos propios de la forma cíclica, cultivada por César Franck y su escuela. La obra consta de tres movimientos: Allegro ma non troppo, Larghetto, y Allegretto. La unidad de la obra deviene de la utilización de materiales temáticos comunes en los diferentes movimientos, cobrando especial ignificado el tema B del Allegro ma non troppo inicial, que reaparece en los otros dos movimientos, así como el tema inicial del primer tiempo, que es utilizado de nuevo como cierre del concierto. La obra presenta, además, una continua transformación temática: el arranque del tema inicial de los movimientos extremos es utilizado continuamente, pero cada vez con alguna modificación, bien en su estructura melódica, bien en el ritmo o en la armonía. El Concierto requiere un intérprete que aune una gran técnica virtuosística y una capacidad de expresión intimista, pues tanto los solos de la obra, de gran exigencia técnica o de hondo misticismo, como los pasajes en diálogo con la orquesta o en tutti, superan la complejidad del pianismo lisztiano para exigir, ante todo, una profunda y meditada expresión, implícita en toda la obra. Torrandell huye del virtuosismo fácil, escribiendo una música siempre auténtica en su compleja expresividad.
La orquestación es cuidada especialmente, pues prácticamente todos los instrumentos actúan como solistas, interpretando pasajes temáticos de gran dificultad. En ocasiones, la propia orquestación está planteada al servicio de aspectos energéticos, como los clímax y anticlímax logrados con ayuda de intensos crescendo y diminuendo orquestales.
Armónicamente destaca la complejidad de un lenguaje que, utilizando los puntos básicos de referencia del contexto tonal, opta por modular a áreas lejanas, con frecuencia a través de tonalidades situadas a distancia de tercera, práctica habitual en el lenguaje postromántico. Así, por ejemplo, los treinta compases iniciales del primer movimiento modulan desde Si menor a Mi bemol Mayor y a continuación a Sol bemol Mayor, tonalidad inmediatamente enarmonizada con la dominante del tono principal. En ese movimiento, gran parte del desarrollo aparece en las tonalidades de Mi bemol Mayor y Fa Mayor, lejanas en el ciclo de quintas a la tonalidad principal, Si menor. En el segundo movimiento aparece un trabajo sobre dos tonalidades básicas alejadas entre sí: Mi Mayor -tonalidad principal- y Mi bemol Mayor -en la que se presentan las secciones centrales-. Incluso a veces un tema es presentado en dos o más tonalidades, dentro de una buscada indefinición tonal. Pese a ello, Torrandell recurre a áreas de referencia tonal, como el relativo mayor o el área de dominante, en puntos significativos de articulación estructural.
Desde el punto de vista formal, destaca la integración dentro del primer tiempo de la alternancia orquesta-solista con una estructura propia de una forma sonata bitemática, en la que aparece la exposición (ce. 1-81) de dos temas principales, un desarrollo (ce. 81-139) y una recapitulación (ce. 144-249) de los materiales principales, siendo la recapitulación del tema B de menor dimensión que su presentación inicial. El desarrollo recurre a la utilización del motivo inicial del tema A, así como a la presentación del tema B en piano y orquesta, siendo empleados ambos temas también en la sección final del movimiento. En general aparecen frases balanceadas, predominando los grupos de dos, cuatro u ocho compases, así como secciones bien definidas, a veces separadas por un rallentando que concluye con un calderón. El segundo movimiento, Larghetto de corte romántico y gran belleza, recurre a una estructura poliseccional, con cuatro secciones, la tercera de las cuales reutiliza el tema B del primer movimiento. El Allegretto final recurre a la repetición de la exposición del tema A en orquesta, piano y puente, conjunto temático que aparece en cuatro ocasiones (ce. 1-32, 90-125, 250-282 y 309-327) con escasas variantes, articulando una estructura en la que alternan los solos del piano con pasajes orquestales, y con la presencia del tema B del primer movimiento, presentado en tres ocasiones (ce. 58-79 en piano y después en orquesta, 172-191 en los violonchelos, y 227-249 en el piano), concluyendo la obra con la cita del tema A del movimiento inicial, dentro de los supuestos habituales en obras cíclicas.
En el momento de concluir el concierto, junio de 1949, el maestro Torrandell estaba a punto de cumplir 68 años de edad. Quizás su edad le disuadió de ser él mismo quien estrenase el concierto, y le llevó a buscar la colaboración de un pianista de prestigio para estrenar la obra. Así, entra en contacto con Leopoldo Querol, una de las figuras señeras de la interpretación pianística española de mediados de siglo XX, que desarrolló una gran carrera a lo largo de toda la geografía española, y le propone el estreno del concierto. El propio Querol se referirá a ello en una necrológica publicada en marzo de 1963: "Torrandell hubiera sido el ideal intérprete de su Concierto y su rasgo de confiarlo a mi cuidado rebasó los límites de la bondad, que por su profundo valor humano podía atribuírsele, y mi labor se redujo desde entonces a traducir fielmente la intensa emoción que él puso en sus temas expresivos de las variadas impresiones que en su vida de gran artista había recibido". La relación entre Leopoldo Querol y Torrandell ha dado lugar a un epistolario conservado por Bernardo Torrandell, hijo del maestro, en el que encontramos datos de interés sobre la obra y las modificaciones que sufre. En la carta fechada el 5-IX-1955, Querol comenta: "no le había contestado aún, porque esperaba terminar la digitación del Concierto, lo cual no es un grano de anís, por la dificultad de resolver ciertos pasajes. Ayer le di fin y desde luego le puedo decir que es una obra considerable, de valor auténtico y de unidad de estilo, realizada con verdadera maestría. En cuanto a su técnica pianística se nota el conocimiento perfecto que tiene Vd. del instrumento. Ahora bien, Vd. lo sabe, es de gran dificultad para asimilarse bien determinados trozos y quedárselos bien en la memoria, siendo cuestión de mucha paciencia para dominarlos, pues para nada serviría tener el papel delante. Hay que tocarlo de memoria. Yo pondré toda mi voluntad para montarlo". Al mismo tiempo sugiere a Torrandell que presente su obra a la SIMC, cosa que el maestro no realiza, "por no creer en este tipo de concursos", según refiere Bernardo Torrandell.
En una segunda carta, remitida el 9-II-1955, Querol sugiere al maestro llevar a cabo un corte en el tercer tiempo de la obra, conveniente, en su opinión, para equilibrarla: "Mi querido y admirado maestro: Ayer estuvo aquí conmigo el maestro Berberoff y le leí el párrafo de su carta que me habla de él: el 27 de este mes estreno en Zaragoza el Concierto de Bacarisse, que ya lo teníamos acordado desde el pasado año, pero mi próxima actuación allí después de ésta, será con su Concierto. Ahora puedo decirle que lo conozco a fondo y me falta poco para tocarlo de memoria: sin duda ya lo tendría montado, si le hubiera podido dedicar todo el tiempo, pero con tantas obras, y tan diversas como tengo en la cabeza, ya comprenderá que es imposible hacerlo más aprisa. Ahora bien, me va Vd. a matar por lo que le voy a decir: vea Vd. solamente en ello mi interés por el triunfo de su obra y sobre todo la sinceridad de mis palabras, no dichas o escritas a la ligera, sino con el convencimiento pleno que dimana del estudio serio que he hecho de su Concierto. El primer tiempo y el segundo son perfectos y de proporción equilibrada. El tercer tiempo lo encuentro un poco largo en comparación con los dos anteriores, y ello me sorprende más en el tiempo final, que en todos los Conciertos de piano suele ser más breve que el primero. Donde a mi juicio se dilata innecesariamente es en el pasaje final, que empieza en la página 83: lo he estudiado con todo cariño este pasaje y como su ritmo es siempre uniforme desde el principio hasta el fin, teniendo en cuenta la melodía que lleva la orquesta, se le puede hacer un corte, que en nada desfigura esta melodía, y acelera la obra hasta el fin, hasta el punto de producir mayor efecto en el final. El corte se refiere a dos páginas, la 87 y la 88, es decir, se pasa directamente de la página 86 a la 89. La música va admirablemente bien enlazada. Si Vd. tiene una parte de piano igual a la mía, podrá comprobarlo. Esto es lo de más importancia y se lo aconsejó vivamente por bien de la obra: es para lo que necesitó su autorización, porque sobre algunos otros cambios de disposición de notas para su mejor ejecución y recordación, sé que estará Vd. conforme".
En palabras del hijo del compositor, el único deseo de este era poder escuchar el estreno de su obra. Además, su carácter afable, su bonhomía, le impedía expresar cualquier tipo de objeción. De ahí que Torrandell aceptara este corte, difícil de justificar desde el punto de vista estructural, con objeto de no retrasar el estreno del concierto, y así se lo indica por carta a Querol, quien en nuevo escrito fechado el 5-XII-1955, celebra "muchísimo haber coincidido con su primera versión en cuanto al corte del último tiempo de su Concierto y con ello queda muy ponderado en su duración".
Como consecuencia del corte propuesto por Querol, consistente en omitir los compases 336 a 350 de nuestra edición, enlazando directamente los compases 335 y 351, el maestro se ve obligado a retocar levemente la orquestación, en especial en la madera, pudiendo entonces hablar de una segunda versión de la obra.
Estreno y recepción crítica
El estreno del concierto tiene lugar en el Teatro Principal de Palma, el 15 de octubre de 1956, actuando como solista Leopoldo Querol, con la Orquesta Sinfónica de Mallorca bajo la dirección de su titular, el maestro Eaktay-Ahn, representando un éxito de público y crítica, que respondió a la expectación despertada entre los aficionados mallorquines al tener la oportunidad de conocer en primicia la obra del maestro balear.
Ya hemos comentado el carácter autobiográfico que subyace en la obra, representando el primer 
tiempo el deseo del maestro de alcanzar el conocimiento artístico mediante su formación parisina; el segundo la evocación del órgano de Santa Clotilde; y el tercero el dominio logrado en el arte musical.
La crítica se hace eco inmediato del éxito del concierto, afirmando el crítico y compositor Jaime Mas Porcel: "La obra para piano y orquesta de nuestro ilustre paisano Antonio Torrandell que con los honores de estreno interpretaron Leopoldo Querol y nuestra Orquesta Sinfónica bajo la dirección del maestro Eaktay-Ahn, constituyó el «plato fuerte» de estos conciertos. Cuando en Francia se iniciaba la gran revolución musical que tuvo por campeones a Debussy y Ravel, la famosa Schola Cantorum de París capitaneada por Vincent d'Indy siguió manteniendo su alto prestigio, aguantando con estoicismo la embestida, y perpetuando aquella magna tradición que heredara de César Franck. Torrandell, por su temperamento y por su formación (discípulo predilecto de Tournemire, y este a su vez de César Franck) es uno de los más auténticos representantes de esta escuela cuya característica principal estriba en un sincero fervor y una severísima escuela armónica y contrapuntística. Fruto de esta voluntaria disciplina y 
con un gran temperamento de músico, sus obras poseen esta mística grandiosidad que campea en la Sinfonía en re menor del organista de Santa Clotilde. Pues bien, nos atreveríamos a afirmar que las dos obras más reciamente logradas de Torrandell son su Missa Pro Pace, que desgraciadamente todavía no conocemos en su totalidad, y el Concierto en si menor, última obra de este compositor, que viene a ser un compendio de su extensa producción total. En los tres movimientos fluye una tierna inspiración y una gran riqueza de contenido. El instrumento solista canta sin regateos y brilla sobre el conjunto con infinidad de arabescos y figuras esencialmente pianísticas de difícil ejecución. La orquesta, más que simple acompañante, dialoga con el piano con esplendorosa serenidad. Al terminarse la obra, el oyente tiene la evidencia de haber escuchado una obra importante, de carácter universal. No es descabellado afirmar que el Concierto de Torrandell ha sido una de las contribuciones más importantes a la música de compositores mallorquines, y quedará en lo sucesivo como piedra de toque. Leopoldo Querol interpretó con suma maestría la difícil parte de piano. También la Orquesta Sinfónica y el Maestro Eaktay-Ahn esforzáronse en lograr una ejecución lo más digna posible. El público aplaudió con entusiasmo, rindiendo con ello un justo homenaje de admiración y simpatía a nuestro gran músico".
Un día más tarde, el crítico Pedro Deyá afirmaba en Baleares: "Antonio Torrandell en esta obra ha vertido algo más que la técnica, pues, con ser depurada la orquestación y maciza la arquitectura armónica y contrapuntística, frases y melodías, brotadas de lo más hondo del alma del autor, constituyen una auténtica maravilla. El piano está tratado de mano maestra. Canta, comenta, desarrolla las frases con un interés siempre creciente, sin decaer ni un momento. Pero está erizado de dificultades. Leopoldo Querol, en noble empeño y enorme esfuerzo, las superó anoche con garbo, con arrestos de primerísima figura. [...] Y triunfó rotundamente, haciendo triunfar a su autor al que ofreció el mejor regalo que podía recibir en el 75 aniversario de su nacimiento. Lo mismo podemos decir de Eaktay-Ahn y de nuestra admirable orquesta que si bien no pudo sobreponerse a la emoción del estreno en el primer tiempo, logró espléndidas versiones del segundo y tercero".
Por su parte, Pedro Barceló señaló en el Correo de Mallorca: "Digamos por anticipado que este estreno representó un nuevo triunfo para nuestro paisano. Su obra, de gran envergadura, resultado de sus grandes conocimientos musicales, dominando profundamente todos los resortes de la composición, lleva además del gran dominio técnico del cual dio muestras constantes, una inspiración intensa que le da una riqueza musical que penetra en el ánimo de los oyentes, emocionándoles con intensidad. En todas su partes, lo mismo el piano solista que la orquesta, cantan constantemente y las bellas frases se suceden sin cesar. Parece ser que la idea espiritual constituye una verdadera autobiografía del propio autor. El primer tiempo describe los recuerdos de su estancia en París, confirmados en el segundo, bajo la impresión de su estancia en Santa Clotilde, con evocaciones del órgano que su maestro Tournemire pulsó en su compañía, mientras que el último es un canto heroico de quien venció en exaltación delirante ante su conciencia artística. Todas esas ideas tienen una resolución espléndida y los temas que inicia la orquesta son recogidos por el piano, que, con acentos nostálgicos o exaltaciones vigorosas va describiendo su idea espiritual tras diálogos o monólogos que se van entrelazando para formar un tejido vigoroso y siempre equilibrado. El segundo tiempo es una delicia. El canto solemne inicial, cuando es recogido por el piano y concertado a dúo con la trompa [...], iluminado con el timbre del arpa, forma una evocación saturada de impresionante misterio altamente emotivo. El último tiempo tiene por tema una frase triunfal que persiste constante tras múltiples variantes y aislados pasajes de virtuosismos pianísticos, para reaparecer en creciente brillantez hasta su terminación. La obra es difícilísima para todos y aun cuando los ensayos no fueron los suficientes para la anhelada perfección, la orquesta sonó muy bien y el gran Querol, prodigio de memoria, artista de gran talla, logró la ovación entusiasta. Torrandell, Querol y el maestro Eaktay-Ahn unidos en cordial abrazo recibieron los calurosos abrazos que se les tributaron".
El éxito obtenido en el estreno del concierto animó al pianista Leopoldo Querol a proponer su interpretación al maestro Dimitry Berberoff, titular de la Orquesta Sinfónica de Zaragoza, que había dirigido, el 23-IX-1956, dos obras orquestales de Torrandell: Canto de la Poda op. 42, y Noche burlesca op. 52. En carta remitida por Querol a Torrandell -a quien designa como "ilustre maestro y amigo"- el 5-II-1957, le indica la posibilidad de que el concierto sea interpretado en Zaragoza a fin de la temporada. A lo largo del año 1957, Querol animó al maestro a realizar un segundo corte en el movimiento final del concierto, so pretexto de favorecer el avance del tiempo y no alargarlo excesivamente. En una entrevista mantenida con Leopoldo Querol por el hispanista francés Demerson, el 19-V-1973 en su casa de la calle Serrano n° 230, 2° B, grabada en cinta magnetofónica, el pianista recuerda que en el concierto de Torrandell "yo le decía a él muchas veces: mire Vd. que esto... -Y él decía: pues nada, cámbielo como Vd. quiera. - Y hay algunas cosas que están corregidas por mí, pero esto me lo autorizó perfectamente". En realidad las únicas correcciones consistieron en quitar pasajes de extrema dificultad para el piano, y Torrandell lo aceptó a fin de que se interpretase el concierto.
Así, en otoño de 1957, el maestro prepara la tercera versión del movimiento final de su concierto, en la cual se introducen ya dos cortes: uno consistente en omitir los compases 163 a 171, ambos inclusive, lo que obliga a modificar la armonía de los ce. 162 y 163 nuevo; y otro más amplio, que omite los compases 285 a 348, ambos inclusive, sufriendo así el Allegretto final una mutilación de 72 compases, casi un veinte por ciento de su extensión. Para facilitar el último corte, el maestro compone seis compases de música, a modo de enlace.
En la carta remitida por Querol a Torrandell con fecha 12-X-1957, el pianista se refiere a estos cortes, así como al próximo estreno de la obra en Zaragoza: "Su Concierto me parece que queda muy bien en la última versión. Ya es seguro que lo estrenaremos en Zaragoza en dos audiciones: el 28 de diciembre en el Círculo Mercantil (sábado por la noche) y el 29 de diciembre en el Teatro Principal (domingo por la mañana). Supongo que el material lo tendrá ya arreglado con todos los cortes y añadidos, y tendrá Vd. que mandarlo directamente desde ahí a Zaragoza". Y en carta fechada el 4-XII-1957, confirma Querol que en su opinión "el Concierto queda muy bien ahora de proporciones".
El estreno el Zaragoza tuvo lugar el 29-XII-1957, a cargo de Leopoldo Querol y la Orquesta Sinfónica de Zaragoza, bajo la dirección de Dimitry Berberoff, con gran éxito. Así, Sánchez Candial escribe en la Hoja del Lunes: "En el concierto que nos ofreció este artista [Querol] hay que añadir la magnífica oportunidad de habernos ofrecido un compositor que ha de ser figura en el campo musical. Nos referimos a Antonio Torrandell, ya conocido en nuestra ciudad por otras composiciones para orquesta. La de ayer le acredita como algo muy destacado. Su Concierto en Si menor para piano y orquesta comienza con un tema precioso que dice el oboe y recoge el piano de forma insuperable. En unión de otro tema bien ligado con el anterior, compone el primer tiempo pletórico de diseños y formas contrapuntísticas magistralmente colocadas. El segundo tiempo se desarrolló en un ambiente de lirismo religioso pleno de ternura y delicadeza, fundamentado en los temas del primer tiempo con desarrollo moderno en su armonización. El tercer tiempo tiene una gran fuerza rítmica, donde se conjugan todos los temas y surgen cadencias y enlaces brillantes, agotándose los recursos pianísticos unido todo esto a grandes dificultades en la interpretación. Es uno de los conciertos de más dificultades que hemos escuchado tanto en piano como en la orquesta, que superó su parte con entusiasmo y perfección, debido a la labor ingente del maestro Berberoff. [...] Con el concierto de ayer, además de la intervención de un ilustre artista como Querol, sirvió para demostrar la calidad orquestal y dirección que existe en nuestra Sinfónica, que tuvo que luchar con grandes dificultades como el concierto de Torrandell, a quien felicitamos desde estas columnas y en especial a su inseparable intérprete Leopoldo Querol".
Según publicó Felipe Bernardo en Amanecer, "Para este concierto Leopoldo Querol nos trajo una nueva obra: Concierto en si menor op. 64 para piano y orquesta de Antonio Torrandell. La obra está construida con gran perfección. El trabajo del compositor ha sido desarrollado con excelente técnica y en el primer tiempo que inicia el oboe y repite el piano, abre la ruta para un desarrollo de carácter evocador, que adquiere consistencia a través de una bella organización sonora e instrumental en la que el piano alcanza sólido relieve. El segundo movimiento, el más inspirado, el que posee una más honda melodía, permitió un gran triunfo interpretativo al solista señor Querol. Sostuvo con pasión, con matices recogidos en la íntima expresión de este artista, una inspiración temática que acaba por conmover al auditorio, en lo que tuvo parte importantísima la magnífica versión que nos dio el concertista. El tiempo final, quizás el mejor conseguido de la obra, posee una sólida impronta rítmica que da una exuberante vida y relieve musical a su bella y clara melodía. El pianista supo vencer con facilidad mecánica los efectos sonoros con la más limpia y pura digitación, llegando al final en una ceñida conjunción con toda la orquesta. Tanto el intérprete como la Sinfónica y su director el maestro Berberoff, fueron ovacionados durante largo rato".
El crítico Albareda indica en El Noticiero: "La obra en sus tres tiempos es una exaltación de París, no el de la bohemia y del barrio Latino, sino el París grandioso y triunfal: el Larghetto sobre todo es una evocación de la preciosa iglesia gótica que en la calle Ste. Dominique y próxima al Ministerio de la Guerra, está dedicada a Santa Clotilde. En el tercer tiempo Allegretto la vaporosidad temática y la riqueza orquestal de los dos primeros se convierte en radiante luz; el pianista y la orquesta dieron una dicción perfecta y llena de emoción; el maestro Berberoff, con ese tesón y sentido orquestal que le es peculiar, llevó la obra al éxito haciendo estallar una tempestad de aplausos".
Por su parte, El Heraldo de Aragón afirma: "Querol no es un divo que se duerma en los laureles conquistados. Así su técnica que parecía muy notable hace años, es ahora verdaderamente brillante. Brillante y dúctil, con personalidad fue en los dos conciertos para piano y orquesta que nos ofreció el domingo con la Sinfónica de Zaragoza. El primero del compositor catalán [sic] Antonio Torrandell, de quien ya hemos oído aquí otras obras. Concierto de amplio y profundo lenguaje orquestal de muy difícil encaje que Dimitry Berberoff supo expresar claramente en sus tres tiempos con la Orquesta y Querol matizó primorosamente para poner de relieve todas las bellezas melódicas que la obra nos trae. Gustó mucho y se aplaudió con entusiasmo, aunque hay que reconocer que no es fácil de captar en una primera audición".
En carta del maestro búlgaro Dimitry Berberoff a Torrandell, fechada el 5-1-1958, se hace eco también del éxito del concierto, comentando: "celebro mucho poder comunicarle que su obra fue muy bien recibida por nuestro público y siento no haber podido Vd. asistir al concierto para recibir personalmente los entusiastas aplausos que se prodigaron a su obra".
El concierto fue interpretado también en el Auditorium de Palma de Mallorca el 12-XII-1974, actuando como solista Colette Truyol, junto a la Orquesta Ciudad de Palma, bajo la dirección de Julio Ribelles, y en el mismo Auditorium el 27-11-1981 por Joan Moll y la Orquesta Ciudad de Palma, de nuevo bajo la dirección de Julio Ribelles, en ambas ocasiones con gran éxito.

### Sinfonía n.º 1, Op. 28 para violín y orquesta
(por María Encina Cortizo y Ramón Sobrino) No conocemos con certeza la fecha de composición de la obra. Por el número de opus, Op. 28, y por las datos escuchados por Bernardo Torrandell, el hijo del compositor, a su padre, estimamos que el maestro debió comenzar la composición de su Sinfonía hacia 1913-14, quizá por su amistad con el violinista Joseph Bilewski, concluyéndola en El Resquell, Inca (Mallorca) hacia 1915, durante su estancia en la Isla tras el inicio de la Primera Guerra Mundial. La obra fue registrada en la SACEM en 1919, pero no fue estrenada al regreso del maestro a París, debiendo esperar hasta 1943 para su primera interpretación, en Palma de Mallorca.
La Symphonie nº 1, Op. 28, única en su género compuesta por Torrandell, consta de tres movimientos, y recurre al diálogo entre el violín solista y la orquesta a modo de concierto solista. El primer movimiento, Allegro ma non troppo, desarrolla formalmente un esquema de sonata bitemática. Una breve introducción presenta en el tono principal, Re menor, la primera exposición del grupo temático A, a cargo de la orquesta, construida sobre la repetición variada, en progresión, del motivo principal de ese tema, que se hace presente en los distintos grupos instrumentales y que conduce a un clímax dinámico en el c. 44. La segunda exposición del tema A, a cargo del violín solista, se inicia en el c. 50, sobre un leve acompañamiento de clarinetes, fagotes, trompas y arpa; un segundo elemento, A 2, contrasta rítmicamente con el tema, en el c. 64, y vuelve a ser presentado, con algunas transformaciones, en las frases que se inician en los ce. 70 y 84. A partir del c. 94, la armonía se traslada a la dominante del relativo mayor, iniciándose en el c. 96 el puente propiamente dicho, que recurre a un nuevo material melódico presentado en imitación por la cuerda y los clarinetes. En el c. 116 se presenta, en la tonalidad del relativo mayor, Fa Mayor, el grupo temático B, expuesto por el violín principal, y sometido más adelante a diver-sos procesos de transformación melódica y armónica, al tiempo que la orquesta esboza, a partir del c. 132, un contratema imitado en diversos registros e instrumentos. El tema B es presentado por el violín solista en el c. 152 en Fa menor, y a partir del c. 159 en el área de dominante, Do, apareciendo algunas imitaciones del tema en la madera. Una coda y una breve transición nos conducen al desarrollo, que se inicial en el c. 190, en el que Torrandell juega con los incipits de los temas de la exposición: A en las violas, c. 192; B en violín solista, c. 196; A en clarinete bajo, fagot, violonchelos y contrabajos, c. 203; A en oboe, c. 209; A en violín solista, c. 213; B en violín solista, c. 217, al tiempo que en el mismo lugar se escucha en la cuerda grave A; etc. A partir del c. 223 el violín solista recurre a material relacionado con A 2, yuxtaponiendo a continuación materiales de A (ce. 237-240, 245-247) y B (ce. 241-243), en un pasaje de gran densidad modulante, recurriendo a partir del c. 248 a un material nuevo, relacionado con A 2, presentado en torno a Re bemol, que es vuelto a presentar en torno a Re en el c. 252; nuevas citas de A (ce. 258-260) en violín solista y de B en corno inglés, clarinete y fagot (ce. 263-266) conducen a una disminución de tensión, acompañada de un molto rit. y un calderón, que nos llevan a partir del c. 271 a una retransición, construida sobre motivos de A presentados sucesivamente en violonchelos, clarinetes, flauta y oboe, y corno inglés y clarinete. En el c. 294 se inicia la recapitulación del grupo temático A en la orquesta, con algunas modificaciones respecto a la versión inicial, y en el c. 332 se recapitula en el violín solista, apareciendo en el c. 346 la recapitulación de A 2. Una breve transición, que se inicia en el c. 367, nos conduce a la recapitulación de B, ahora en Re Mayor; un pasaje imitativo que recuerda el contratema de B nos conduce a una cita del tema B en menor, a cargo del flautín (c. 401), que de nuevo disminuye la tensión. En el c. 415 se inicia, desde el punto de vista formal, una coda, sobre una reducción rítmica del tema A, presentado por el violín solista en los ce. 415-426, y que se contrapone a una reelaboración sincopada del mismo material temático en fagotes, violonchelos y contrabajos, así como a alguna cita de B, mientras el violín solista realiza un pasaje virtuosístico en semicorcheas.
El segundo movimiento, Andante, en Sol Mayor, se organiza sobre una estructura formal tripartita, basada en una forma binaria circular, A-B-A'. La flauta anticipa el tema A, que es presentado a partir del c. 5 por el violín solista, articulándose en un antecedente en progresión descendente y un consecuente en progresión ascendente. El tema es presentado después por violonchelos y contrabajos a partir del c. 33, en un pasaje que cierra tonalmente la primera sección, modulando a continuación hacia La bemol Mayor en una zona de transición elaborada también sobre diversas inversiones y transformaciones del tema inicial, que concluye con una imitación en estrecho sobre el arranque de A. En el c. 61 se inicia la sección B, con una introducción de 5 compases, presentándose en el c. 66 el material temático B en el violín solista, que también sufrirá diversas modificaciones, inversiones y transformaciones a lo largo de la sección; las áreas tonales principales sobre las que se construye son: Mi menor, La menor y Re menor. La sección A' se extiende entre los ce. 103 y 147. Este movimiento es el que muestra más claramente, en el uso del cromatismo, la formación organística de Torrandell y su predilección por las obras de su maestro Tournemire y de C. Franck.
El tercer movimiento, Presto, en Re menor, recurre, como el precedente, a una estructura formal tripartita, basada en una forma binaria circular, A-B-A', en cuanto al tratamiento de los materiales temáticos principales. El tema principal de la sección inicial, A 1, es presentado por el violín solista, con enérgicos golpes de arco abajo en las notas iniciales. Ese tema es respondido por la orquesta con un motivo descendente, A 2, expuesto en el c. 9 por los violonchelos, y repetido a continuación por violonchelos, contrabajos, fagotes y contrafagot. El violín presenta el tema A 1 a partir del c. 18 a modo de respuesta contrapuntística construida de acuerdo con los principios básicos del contrapunto fugado. Tras una nueva aparición de A 2, un pasaje modulante permite la presentación a partir del c. 44 de A 1 transformado en fagot, trompa 1, clarinetes, y flautas, y a continuación la de un material derivado de A 2 en diversos instrumentos de la madera. Se regresa al tono principal, siendo presentado A 1 en clarinete, c. 71, y en violín solista, c. 75, con modificaciones que inician un pasaje modulante basado en A 1 presentado en violín, a partir del c. 89, con diversos cambios melódicos; y en algunas citas de A 2 y Al modificado. A partir del c. 128, se acentúa el carácter de transición del pasaje que sigue, al no recurrir al empleo de los motivos principales. En el c. 148 se inicia la sección B, caracterizada por presentar un pasaje melódico en blancas con puntillo en la cuerda, de cuatro o dos compases, que es contestado por una figuración en corcheas y blancas en las trompas, a modo de ostinato. El tema de la cuerda presenta relación en su perfil melódico con A 1, lo que contribuye a dar unidad a la obra a nivel motívico, pese al carácter contrastante de ambos temas. La primera intervención del violín solista, a partir del c. 193, muestra un material a modo de inversión del presentado por la cuerda, que es también contrapunteado por las trompas. Continúa una especie de desarrollo, con la presencia, a partir del c. 227, de la inversión de A 2, a la cual se opone la presentación de A 1, con modificaciones, en el violín solista, así como la presencia del motivo de la trompa de B, ahora en los instrumentos graves de madera y cuerda. En el c. 313 se inicia una retransición, que conduce en el c. 321 a la sección A', en la que el tema principal muestra algunas ampliaciones métricas respecto a la presentación inicial mediante la inserción de algunos compases; así ocurre con los ce. 329-331, 336-338, o 349. La sección concluye con diversas presentaciones del tema principal transformado y un pasaje virtuosístico a cargo del solista.
Es destacable en la obra el empleo de la forma sonata en el movimiento inicial, frecuente tanto en la producción sinfónica francesa como en la germana de finales del siglo XIX. Es constante ia transformación temática, tanto a nivel melódico como rítmico y armónico; este recurso es característico de la producción torrandelliana, y revela el profundo conocimiento de las técnicas de elaboración motívica y contrapuntística que poseía el compositor. El cromatismo aparece como un recurso técnico y expresivo, que se hace frecuente en pasajes de transición temática y en desarrollos en los que aumenta la tensión dramática, pero que al mismo tiempo no dificulta la localización de las áreas tonales principales en los lugares significativos de la obra desde el punto de vista formal. En las líneas del bajo son frecuentes las progresiones por grados conjuntos, muchas veces diatónicas, predominando las ascendentes en el primer movimiento de la obra y las descendentes en el último. Aparece un empleo sistemático de procedimientos contrapuntísticos elaborados: sujeto-respuesta en la presentación del tema principal del último movimiento, pasajes en imitación canónica que recorren las diversas familias instrumentales, inversiones de sujetos, superposición contrapuntística de los principales materiales temáticos, etc., que revela el dominio del maestro Torrandell de esta técnica compositiva y su marcada formación organística. Destaca también el cuidadoso tratamiento de las densidades orquestales, y de las tensiones y relajaciones a lo largo de la obra, que se consiguen combinando magistralmente la textura, los timbres, ia dinámica y la flexibilidad métrica con rallentando y A tempo-.
La Symphonie fue estrenada el 16 de diciembre de 1943 en la Sala Born de Palma de Mallorca, por la Orquesta Filarmónica Balear, bajo la dirección de José Picó, actuando como solista el violinista Umberto Bisi. La crítica destacó la inspiración y belleza de la obra. Palmer afirma "Aun cuando una sola audición no permite fijar de una manera definitiva un juicio sobre una composición de la envergadura de la que se estrenó anoche, es tal la riqueza de inspiración que contiene, tan sugestivos los temas, tan hermosas las frases, que ya desde los primeros compases el público se sintió subyugado, ovacionando al autor y a los intérpretes al final de cada tiempo".
El 7 de febrero de 1949, la Symphonie es interpretada en el Teatro Principal de Palma de Mallorca por la Orquesta Sinfónica de Mallorca, dirigida por Eaktay Ahn, actuando de nuevo como solista Umberto Bisi. Tras el estreno, José Picó escribió en La Almudaina: "Es una obra maestra, escrita de cara al pentagrama, sin haber dejado nada para la galería y esto que en el desarrollo de los temas hay momentos tan álgidos y sublimes que casi requieren que el compositor se hubiera recreado un poco ante su grandiosidad, pero la rigidez de principios le merman estas expansiones del espíritu para dar mayor valor a la parte musical. Su estructura es pura y netamente contrapuntística y la orquestación rica en sonoridades es un fiel reflejo del gran influyo que la magnífica escuela francesa ha guiado la mano del compositor, en la que tanto la madera como el metal desempeñan un papel preponderante, no de acompañamiento que vemos en otras escuelas, estando bien tratada y bien equilibrada en sonoridades".
La interpretación más reciente de la obra se debe a la Orquestra Simfónica de Balears "Ciutat de Palma", bajo la dirección de Luis Remartínez, el 18 de febrero de 1993 en el Auditórium de Palma, actuando como solista Ángel Jesús García. Aránzazu Miró destacó "en primer lugar, la labor de Bernardo Torrandell, por la persistente tarea de difusión de la creación de su padre. Pudimos así escuchar una excelente composición inscrita en la corriente francesa, seguidora de la escuela de César Franck, rica en modulaciones, en la que orquesta y vioiín solista de la mano de Ángel Jesús García- se repartían protagonismo en el desarrollo bitemático de la composición" .

### Cuatro canciones para soprano y orquesta
(por María Encina Cortizo y Ramón Sobrino) En este volumen editamos la totalidad del corpus cancionístico orquestal de Torrandell: las dos Canciones Op. 27, Oú va le nuage? y S'il revenait!... (1913), La solitude, Op. 66 (1956), y Recuerdos de España (1919). Mientras que las tres primeras, como veremos comparten un verdadero programa estético, Recuerdos de España, que responde a otros presupuestos de creación, es una obra hermosa que plasma una imagen sonora de nuestro país desde la lejanía de la capital del Sena. En el catálogo del maestro, encontramos dos obras más para soprano, pero acompañada por trío camerístico, -piano, violín y violoncelío-, Supreme espoir, Op. 36 (1924) y L’humble chapelle, Op. 40 (1927).
El Op. 27 y el Op. 66 han sido compuestas en dos fechas separadas por treinta y tres años; las primeras son escritas en París, en la década inicial del siglo XX, y la segunda nace ya en el retiro insular, en Pahua de Mallorca, en los años cincuenta. Sin embargo, a pesar de la distancia temporal que las separa y el distinto contexto que las ve nacer, "las tres canciones -como manifiesta en sus notas a la grabación de las canciones el pianista Joan Moll Marqués-, presentan una gran unidad de estilo, si bien La solitude se eleva a un nivel de sublime madurez. El hecho de escoger precisamente estos tres poemas patentiza la profunda humanidad y el espíritu religioso del compositor. La música es íntima, serena, y llega hasta el fondo del sentido de la letra. La melodía fluye siguiendo la expresión de los poemas, como una melodía infinita, con momentos en que la parte orquestal es musicalmente más interesante que la solista (episodio central de La solitude)". En palabras de Moll, "las tres canciones presentan una estructura básicamente tripartita, con una parte central más agitada o apasionada, según la exigencia del texto. Pero no podemos hablar de temas en el sentido usual de la palabra, porque cada vez que retorna una melodía al cabo de breves momentos se transforma, ofreciendo nuevos aspectos melódicos y armónicos. La profunda expresividad, el frecuente cromatismo y la riqueza de las armonías sitúan estas obras dentro de la corriente estética del expresionismo postromántico".
Oú va le nuage? y S'il revenait!..., Op. 27, fueron escritas en París en 1913 sobre dos poemas de Aliste Excoffon. Ambas suponen la asunción de un nuevo lenguaje creador que participa de los elementos de la vanguardia europea, integrando así la obra torrandelliana en las nuevas líneas compositivas que inundaban la Europa coetánea tras la revolución que había supuesto la irrupción de la música impresionista. Excoffon, autor que gozó de cierto reconocimiento en el París de principios de siglo -autor, entre otras obras, de La providence veille toujours, comedia en dos actos "para señoritas", Le pupille de Marco, o Chez Les Corsaires, así como una Galerie des ecrivans dramatiques françaises o la obra Cloitres et abbayes de France- se convierte en estos años en amigo del compositor mallorquín, cuya esposa perfeccionaba la lengua francesa con la esposa del escritor. La primera colaboración entre el escritor y el compositor mallorquin la encontramos en Chimére, Op. 26, para piano y recitado, en la que el compositor trata de transcribir sonoramente las impresiones que le provoca el poema del mismo nombre de Excoffon. Editada por Maurice Senart, Chimére emplea un recitado medido, y la partitura expresa de forma exacta la integración de la palabra sobre la frase musical.
Escritas inicialmente para soprano y piano, el estreno de las canciones del Op. 27, Oú va le nuage? y S'il revenait!..., tuvo lugar el 22 de mayo de 1913 en la Sala Jeanne d'Arc de París, interpretadas por la soprano Arme Vila, de la Société des Concerts du Conservatoire et des Concerts Colonne et Lamoureux, acompañada al piano por el compositor. La segunda de las canciones fue interpretada posteriormente en 1924, en la Sala Sainte-Geneviéve de París, por la soprano Jeanne Carry, de la ópera de Lisboa, y en 1930, por Madeleine Baudrix, de la Opéra-Comique de París. S'il revenait!... fue publicada en 1914 por Maurice Senart, en París.
Torrandell realiza la orquestación de ambas canciones en Palma de Mallorca, en 1948, siendo estrenadas en versión orquestal el 2 de mayo de 1950, en interpretación de la soprano María Teresa Perelló y la Orquesta Sinfónica de Mallorca, bajo la dirección de Ekitay-Ahn. Las versiones orquestales de ambas obras emplean la plantilla propia de una orquesta sinfónica postromántica: flautín, 2 flautas, 2 oboes, corno inglés, 2 clarinetes, clarinete bajo, 2 fagotes, contrafagot, 4 trompas en Fa, 2 trompetas, 3 trombones, tuba, timbales -solo en Oú va le nuage?-, arpa, y cuerda.
El poema Oú va le nuage? revela de forma perfecta la profundidad espiritual del artista mallorquín. El texto presenta una estructura tripartita, compuesta por tres estrofas de ocho versos cada una de ellas que se integran en una forma binaria ampliada, ABA', a modo de estructura simétrica, circular o cerrada que regresa al comienzo para concluir.
En esta canción y como resultado de la ambigüedad de las relaciones tonales, el ritmo, la frase, la dinámica, el acento y el color tonal están ampliamente liberados de la dependencia directa de la direccionalidad tonal, y tienden a ganar importancia en el proceso musical, llegando a tener casi tanto peso como la melodía y la compleja armonía, elaborada con mano maestra. Así, la obra respeta de forma modélica el texto al que sirve, elaborando una serie de imágenes musicales que responden fielmente al "pathos" poético.
La canción refleja la estructura tripartita que impone el poema, musicando de forma paralela las estrofas primera y tercera, e introduciendo el contraste en la estrofa intermedia:
```
       A Primera estrofa del poema [versos 1-8]   compases 1-47    Andante 
       B Primera estrofa del poema [versos 1-8]   compases 48-77   Piu mosso 
       A' Tercera estrofa del poema [versos 17-24] compases 78-118  Tempo1º
```

Las secciones no solo contrastan en tempo y carácter, sino que el compositor desarrolla una retórica independiente en A y A' de la sección central B. La obra comienza con una breve introducción instrumental -cuatro compases-, en la que sobre una pedal de tónica -Sol sostenido menor- trabajada a modo de trémolo en el registro grave, surgen los acordes, también en registro grave, pero con la tensión producida por el juego cromático ascendente de la línea melódica -La natural - La sostenido - Si natural - Si sostenido - Do sostenido - Do doble sostenido - Re sostenido-; este material se presenta en pianissimo, pero deberá ir creciendo en intensidad -como revela el mismo redoble de timbal in crescendo-, sumándose así también la dinámica al resto de elementos -altura, enriquecimiento cromático y agógica- que provocan una clara intensificación, altamente dramática. La obra recurre desde el comienzo a la utilización de una célula rítmica fija -larga + breve-breve, en este caso blanca + negra-negra, en un compás de 4/4 que recuerda inevitablemente esquemas rítmicos vinculados ya en el repertorio liederístico romántico con la idea del paso del tiempo, la muerte y las "preguntas" trascendentes.
La otra canción del Op. 27, S'il revenait!... es una triste canción de abandono, en la que la amante se lamenta ante un dolor y una soledad impuestos. El texto ofrece una estructura similar a la que hemos comentado en Oü va le nuage?, presentando los mismos versos agrupados también en tres estrofas de ocho versos cada una de ellas. Además, encontramos ciertas concomitancias entre la primera y la última estrofas, como la repetición del final del verso 6 como final del verso 22 -"sans remords?"-, la repetición del verso 5 como verso 21,1a repetición del verso 8 como verso final de la obra o la utilización de la misma rima, a-b-a-b-c-d-c-d. Al igual que sucedía en Oú va le nuage?, mientras que la estrofa inicial está llena de dudas, la estrofa final repite el verso "S'il revenait!, oublierai tous ses torts" ya no como interrogación, sino como exclamación de la amante abandonada, revelando cómo el perdón asume una función redentora.
La obra, dedicada a la soprano Arme Vila -que como hemos comentado, fue la intérprete del estreno de las obras- y publicada en París por Éditions Maurice Senart en 1914, revela también gran unidad formal con el poema de Excoffon, empleando de nuevo el compositor una estructura ternaria, en este caso ABC, al no existir elementos recurrentes entre las tres secciones.
```
      A Primera estrofa del poema [versos 1-8]         compases 1-45   Larghetto 
      B Segunda estrofa del poema [versos 9-16]        compases 6-65   Piu anímato
      C Tercera estrofa del poema [versos 17-24]       compases 66-89  Allegretto    
```

La primera sección es intimista y revela ya la constante primacía otorgada al texto por el compositor. Torrandell emplea así en esta obra un complejo entramado rítmico al servicio del ritmo del texto, en favor de su adecuada declamación. La obra revela además un profundo conocimiento del instrumento vocal que le permite construir líneas melódicas clásicas, que expresan de forma perfecta los afectos del texto poético. S'Il revenait! comienza directamente, sin introducción, con una textura ligera que irá creciendo en densidad armónica a la vez que la melodía presenta también un crecimiento dinámico-agógico. Una transición de cuatro compases, elaborada con ligera textura contrapuntística y que de nuevo llega la semicadencia sobre dominante, nos conduce al compás 46, donde comienza la segunda sección de la obra, en la que se pone en música la segunda estrofa del poema. El compositor se traslada, mediante una nueva enharmonización, al área de La bemol menor. La tercera sección de la canción, escrita en un compás de 12/8, y un tempo Allegretto, se inicia con una introducción de dos compases que recupera el marco de la tonalidad principal y da sentido al comienzo de la exposición vocal que le sigue. La voz puede así optar por un desarrollo alejado de la tonalidad anteriormente estabilizada de Mi bemol menor.
En estas dos canciones del Op. 27 Torrandell desarrolla un trabajo profundo, en el que manifiesta su conocimiento de los recursos retóricos clásicos que actúan en favor de la adecuada relación texto-música. La música amplía las situaciones dramáticas y no solo completa el poema sino que lo supera. Los poemas de Excoffon superan sus límites formales, integrándose en una estructura altamente dramática, bien construida que cuida hasta los mínimos de detalles del ritmo de las agrupaciones y los acentos de la palabra, en favor de la perfecta declamación afectiva del texto poético.
La solitude, Op. 66, penúltima obra del catálogo de Torrandell, está escrita sobre un texto de su amigo Jean Renouard. Bernardo Torrandell recuerda cómo a mediados de la década de los cincuenta, tras recibir noticias en Palma del poeta Renouard, hombre de letras que había introducido a Torrandell en sus primeros años parisinos en círculos intelectuales afines, decide ponerse en contacto con él. El 29 de mayo de 1956, Renouard escribía desde Bergerac: "Con viva emoción acabó de recibir su carta. ¡Cuántos recuerdos me ha abierto su lectura! Veo en mi salón de la Rue Vaugirard, 47, en París, al célebre músico que es su padre. Mi mujer vivía entonces, y el gran piano Erard, ahora en nuestro salón de Bergerac, nos congregaba, nos reunía a su alrededor. Todos comulgábamos en un mismo amor al arte, al arte desinteresado y a la gloria. Esta gloria aureola ahora a su padre y es de justicia. Estoy orgulloso de haberle conocido en su juventud, al principio de su ascensión. Dígale que no le he olvidado, nada he olvidado... Le remito unos versos. {Quién sabe si su padre encontrará motivos de inspiración! Pronto tendré 82 años y el ilustre maestro con sus 75... es como mi hermano menor...". Renouard, sensible poeta, abierto y de gran corazón, se había casado con la hija de Albert Sorel, historiador de gran prestigio y miembro de la Academia Francesa, parentesco que le había servido para cimentar amistades de prestigio que, como Antonio Torrandell y su esposa María Beltrán, acudían a la Rue Vaugirard, donde compartían ideales artísticos. En palabras de Bernardo Torrandell: "Los recuerdos, las vivencias y las nostalgias, aquellas siempre insistentes y perdurables nostalgias parisinas, emergieron en el corazón del compositor y no pudo retener las lágrimas. Pocas horas después empezaba a escribir lo que sería, en cierto modo, su obra póstuma, La solitude, Op. 66, para soprano y orquesta. El poema La solitude sellaría entre poeta y músico el postrer adiós: Jean Renouard fallecía en 1958"
La partitura manuscrita, en versión para canto y piano, es concluida en "Palma, 21 Juin 1956". La posterior versión orquestal incluye 2 flautas, 2 oboes, corno inglés, clarinete, clarinete bajo, 2 fagotes, contrafagot, 4 trompas, 2 trompetas, 3 trombones, timbales y cuerda, es decir una plantilla similar a la de las canciones del Op. 27. El 13 de abril de 1960, la soprano Francesca Cuart y la pianista Colette Truyol —discípula e hija política y espiritual del maestro, ha sido infatigable difusora de su obra en recitales nacionales e internacionales- estrenaron en el Teatro Principal de Palma de Mallorca la versión para voz y piano de la obra. La versión orquestal tendrá que esperar hasta 1991 para ser escuchada en interpretación de la soprano Ana Higueras y la Orquesta Sinfónica de Baleares "Ciutat de Palma", bajo la dirección de Luis Remartínez.
La canción pone en música un texto más breve que los anteriores, estructurado en cuatro estrofas de cuatro versos de trece sílabas cada uno, con una rima A-B-A-B, C-D-C-D, E-F-E-F, y A-B-A-B, recuperando, como se puede observar, la rima inicial en la última estrofa, donde además se repiten los dos primeros versos de la obra a modo de versos finales: "Vous m'avez donné, Seigneur, la solitude / c'est pour mieux Vous entendre et mieux Vous obéir", generando así una forma poética circular, cerrada. El tema del poema está resumido en estos dos versos que actúan de ritornello interno -textual y musical como veremos-, ya que se trata de un pensamiento del alma del artista, casi una plegaria compartida por dos artistas al final de la vida —Renouard y Torrandell—. A modo de oración, el hombre solo desnuda su alma ante el Creador, confesando su descubrimiento del valor de la soledad, la dura soledad impuesta por los dolores de la vida -ambos creadores eran viudos de mujeres que habían amado profundamente-, pero soledad creativa y creadora al fin, en la que el alma puede encontrar a Dios, escucharlo y obedecer sus designios, que liberaría al hombre de los "ruidos" terrenales, otorgándole su espacio celestial.
Desde el punto de vista musical, la obra posee una estructura cercana a la que ya veíamos en Oú va le nuage?:
```
     A  1- mitad de la 1.ª Estrofa [versos 1 y 2]                    ce. 1-17   Andante 
     B  Resto 1.ª Est. 2.ª- Est. y 1os versos 4.ª Estrofa [vv. 3 y 14] ce. 18-73  Andante
     A’ 2.ª mitad de la última Estrofa [versos 15 y 16]	             ce. 74-93  Andante 
```

Presenta, por tanto, una estructura tripartita, siendo A la exposición y B la sección de desarrollo, y mantiene la unidad de tempo Andante ["negra=96" según indica el compositor], aunque dicho tempo es trabajado con gran flexibilidad, empleando diversos rallentandi como conclusión de las diversas secciones de la partitura. La sección que hemos denominado A consta de un preludio orquestal de siete compases, y de la puesta en música de los dos versos iniciales que, como hemos comentado, constituyen un ritornello interno músico-textual. El preludio manifiesta gran tensión, conseguida por la exposición de una frase descendente en el tono principal de la obra, Sol menor, en un registro agudo y en pianissimo. La voluntad del compositor de poner en música la misma idea de "solitude", de intimidad, es plasmada musicalmente por la reducción de la orquesta al comienzo de la obra a violines I y II, y violas divisi, a las que se irá sumando el resto de la cuerda -de agudo a grave- y el viento madera a partir del compás 8, en el que comienza la melodía vocal repitiendo también en pianissimo el motivo inicial del preludio, de carácter anacrúsico. De este modo se asocia retóricamente desde el comienzo la idea de "solitude" con registro agudo -tanto melódico como en el acompañamiento, evitándose conscientemente los instrumentos de armónicos graves—, sonoridad contenida, pianissimo, descenso melódico -psicológicamente asociado con descenso de tensión, resolución-, legato, movimiento melódico que evita el salto y cierta estabilidad tonal, es decir sensación de reposo, de paz, donde poder escuchar la Voz del Señor! La sección A concluye con un rallentando, en el compás 16, que extiende temporalmente una estructura armónica abierta, la semicadencia sobre la dominante de Mi bemol mayor.
B presenta una estructura seccional, relacionada con las diferentes ideas expuestas en el poema. Podríamos, por tanto, diferenciar cinco subsecciones:
```
       b1 versos 3 y 4 [estrofa 1]	     ce. 18-28 La bemol menor
       b2 versos 5 y 6 [estrofa 2]	     ce. 29-35   Fa bemol menor/estructuras modulantes
       b3 versos 7 y 8 [estrofa 2]	     ce. 36-45 La bemol menor
       b4   versos 9,10,11,12 [estrofa 3]   ce. 46-65   sol menor (tono principal)
       b5 versos 13 14 [estrofa 4]        ce. 66-73 transición hacia sol menor 
```

La obra revela una fecunda madurez creadora, que condensa al máximo los recursos y concentra la tensión en los conceptos fundamentales del poema. El empleo de la retórica habitual en las relaciones música-texto, como las catábasis o anábasis en relación con los conceptos del texto -ascensos melódicos en palabras como "altitude" o "sommet", el empleo únicamente de los efectivos de viento para poner en música el término "aérien", y otras muchas imágenes sonoras descritas en los párrafos anteriores-, revelan cómo toda la imaginación creativa del maestro Torrandell subraya la riqueza del imaginario poético que encierra el texto de Renouard, lo dibuja, lo subraya y se funde con él, ofreciendo un resultado magistral.
La cuarta canción que editamos, la habanera Recuerdos de España, fue compuesta en París, para voz y piano, en 1919. Carece de número de Opus y forma parte de un conjunto de obras que Torrandell escribió en París bajo el seudónimo de "Antonio del Ranto", jugando con un apellido que nace del trueque de las sílabas del apellido original. Y es que, como revela Bernardo Torrandell, "dada la demanda de música ligera en la década de los años veinte, varios editores instaron a Torrandell a que escribiera esta clase de música que, por otra parte, reportaba excelentes derechos de autor. Esta sugerencia fue atendida con el seudónimo de Antonio del Ranto".
La habanera Recuerdos de España se estrena en París, en 1925, en una versión arreglada para orquestina, formación de moda en toda Europa en los "Felices Veinte", que requiere flauta, oboe, clarinete, fagot, trompa, piano y quinteto de cuerdas, editada por Deiss & Crepin, que también edita la versión de la obra para piano solo, con una dedicatoria del autor "Hommage a Madame P. Crépin". En versión para canto y piano es estrenada en la capital del Sena tres años más tarde, en 1928, en interpretación de la soprano Madeleine Beaudrix de la Opera-Comique, y del propio compositor al piano. El texto de la obra podría pertenecer a Georges Blanchard, escritor que también es autor del texto de Conchita, opereta inédita que el maestro compuso en estos años parisinos, plegándose a los gustos imperantes entonces.
Existe también una versión para banda de la obra, que ha sido estrenada por la Banda Municipal de Palma de Mallorca, el 5 de noviembre de 1971, bajo la dirección de Julio Ribelles. E incluso una versión para orquesta de cuerda, estrenada el 2 de junio de 1979 por la Orquesta de Cámara "Ciudad de Manacor", bajo la dirección de Pedro Deyá. El 28 de diciembre de 1988 se escucha por primera vez en el Teatro Principal de Palma de Mallorca, en su versión original, para soprano y piano, interpretada por María José Martorell y la pianista Colette Truyol, discípula del compositor. Pero en esta ocasión el texto de la obra no es el original sino un texto mallorquín de Miguel Bota Totxo, encargado por Bernardo Torrandell, para que la obra gozara de mayor difusión en Baleares. La versión orquestal de la obra (2 flautas, oboe, clarinete, 2 fagotes, 2 trompas, 3 trombones y cuerda), que editamos en este volumen, no ha sido todavía estrenada.
La habanera recurre a estructuras rítmicas, armónicas y melódicas fácilmente identificables con la imagen sonora de España en el París de comienzos del siglo XX. Así, encontramos en ella el sensual balanceo rítmico de la habanera, las gamas andaluzas en la melodía, con el empleo frecuente del tetracordo descendente del modo de Re [Re-Do-Si-La], que deviene en Re menor, la cadencia andaluza, y un trabajo de ornamentación melódica claramente inspirado en las modas andalucistas, que trataban de recrear el canto popular del sur de ia península mediante la apoyatura cromática, el quejido y los floreos, incluso, de segunda aumentada. La estructura de la obra se desarrolla en torno a un ritórnello músico-textual, elaborado sobre las cuatro primeras frases del poema: "Doux souvenir de mon Espagne / où murmurent des chants d'amour. / Doux souvenir de ma campagne / et de ses vents tiedes du jour.", que reaparecerá tras una breve estrofa en el espacio central de la obra y a modo de cierre, generando, nuevamente una forma circular. Si denominamos al ritórnello A, la estructura formal de la canción sería la siguiente:
```
       Introducción .......................................... ce. 1-4    Re menor
       A ..................................................... ce. 5-24   Re menor
       B ..................................................... ce. 25-52  Re menor
       A' [solo los dos primeros versos del Ritórnello} ...... ce. 53-58  Re menor
       C ..................................................... ce. 59-94  Re Mayor
       A ..................................................... ce. 95-112 Re menor/Re Mayor
```

La obra contiene una hermosa melodía, y a pesar del empleo de los recursos retóricos propios del andalucismo, huye de los tópicos fáciles, llevando a cabo una vez más, un trabajo centrado en las esencias del sonido del sur, que tanto se identificaba con nuestro país en el París de entreguerras.

### Enlaces
- Fund. Juan March. Biografía
- UAB. Las Canciones op 27
- La Opinión de Granada (3 de junio de 2007): El compositor Antonio Torrandell y Francia (Ivan Nommick (enlace roto disponible en Internet Archive; véase el historial, la primera versión y la última).
- ABC. Artículo estreno Réquiem
- Fondo personal de Antonio Torrandell de la Biblioteca de Catalunya